# Artt Frank
Artt Frank (* 9. März 1933 in Westbrook, Maine; † 27. November 2024) war ein US-amerikanischer Jazz-Schlagzeuger und Autor.

## Werdegang
Frank besuchte 1948 bereits als Fünfzehnjähriger die Jazzclubs der 52nd Street, wo er den Schlagzeuger Stan Levey kennenlernte. Er jammte mit Musikern wie Charlie Parker, Lee Morgan, Tadd Dameron, Dexter Gordon und Bud Powell.
Frank arbeitete seit den 1960er Jahren mehr als 14 Jahre mit Chet Baker, zu hören auf dessen Album Burnin’ at Backstreet (1980). Außerdem spielte er mit Jimmy Heath, Al Cohn, Ted Curson, Sonny Stitt, Phil Moore und (für eine Nacht auch mit) Billie Holiday. Mit seinem Artt Frank Jazz Ensemble legte er 1997 das Album Waltz for Sharon Stone vor, das er u. a. mit Rich Perry und Ali Ryerson eingespielt hatte. 2004 entstand noch das Album In the Moment. Frank, der sich auch als Komponist und Liedtexter betätigte, schrieb mit Pete Swan das Lehrbuch Essentials for the Bebop Drummer (Schaffner Press). Er lebte in Tucson. 2014 legte er die Biografie Chet Baker: The Missing Years, A Memoir  vor.